# Doğuyeli, Solhan
Doğuyeli là một xã thuộc huyện Solhan, tỉnh Bingöl, Thổ Nhĩ Kỳ. Dân số thời điểm năm 2010 là 265 người.